# Saint-Vincent-sur-Graon
Saint-Vincent-sur-Graon é uma comuna francesa na região administrativa da Pays de la Loire, no departamento de Vendéia. Estende-se por uma área de 48,79 km². Em 2010 a comuna tinha 1 541 habitantes (densidade: 31,6 hab./km²).